# Chlorospatha
Chlorospatha es un género de plantas con flores de la familia Araceae. Es originario del centro y oeste de Sudamérica.

## Descripción
Se compone de aproximadamente 16 especies. Chlorospatha se puede encontrar en Costa Rica estableciéndose en Ecuador y Perú.  Las especies se encuentran generalmente en los pantanos a la sombra y son extremadamente difíciles de cultivar. Una de las especies, C. kressii  se cree que se ha extinguido.

## Taxonomía
El género fue descrito por Engl. in Regel y publicado en Gartenflora 27: 97. 1878.  La especie tipo es: Chlorospatha kolbii Engl. 

## Especies
- Chlorospatha atropurpurea
- Chlorospatha castula
- Chlorospatha gentryi
- Chlorospatha ilensis
- Chlorospatha longipoda
- Chlorospatha mirabilis